# پاره‌سنگ
پاره‌سنگ دومین قطعه از آلبوم سه‌گانه اجتماعی اول از مهدی یراحی، ترانه‌ای با مضمون ضد جنگ است که در دی ۱۳۹۷ منتشر شد و واکنش‌های زیادی را به همراه داشت که از جمله آن‌ها، ۶ ماه ممنوع‌الفعالیت شدن خوانندهٔ اثر، مهدی یراحی شد.
رسانهٔ اکونومیست، یکی از معتبرترین و بانفوذترین نشریات جهان، در گزارشی پیرامون این ترانه مهدی یراحی را قهرمان مردم و برندهٔ جایزهٔ بهترین خواننده پاپ (تندیس باربد) سال گذشته از وزارت ارشاد معرفی می‌کند که حالا با اثر انتقادی جدیدش قدرت تحمل مسئولان را می‌آزماید. بی‌بی‌سی فارسی نیز در گزارشی از انتقاد خبرگزاری‌های وابسته به حکومت از این نماهنگ و ممنوع‌الفعالیت شدن یراحی نوشت.

## حواشی انتشار
پنجشنبه ۱ آذر ۱۳۹۷، مهدی یراحی در کنسرتش خبر از انتشار آلبومی با نام «سه‌گانه اجتماعی اول» داد. ۲۳ آبان قطعهٔ اول این آلبوم با نام «سرسام» منتشر شده بود، اما یراحی در همان کنسرت خبر از قطعهٔ دوم این آلبوم داد و دربارهٔ آن گفت: «آهنگ بعدی این آلبوم که فکر می‌کنم دردسرساز شود چون خیلی تند است، حدود ۲۰ روز دیگر منتشر می‌شود. این سه شعر و این سه ملودی که در آلبوم «سه‌گانه اجتماعی اول» می‌شنوید ربطی به بازار ندارد و درد من و ماست». این قطعه در ۷ دی و یک روز پس از آن که در کنسرت اهواز در همبستگی با کارگران زندانی فولاد اهواز، یونیفرم کاری مخصوص این کارگران معترض را پوشید و روی صحنه رفت، با نام «پاره سنگ» منتشر شد. پیش‌بینی یراحی درست از آب درآمد. علاوه بر متن، موزیک ویدئو هم واکنش‌های بسیاری، از جمله در میان کاربران شبکه‌های اجتماعی، شبکه‌های تلویزیونی و نشریات داخلی و خارجی به همراه داشت. در متن این ترانه انتقاداتی نسبت به طولانی شدن جنگ ۸ ساله ایران و عراق مطرح شده بود، علاوه بر آن در نماهنگ این اثر یراحی لباسی نظامی بر تن داشت و در حالی که کلاه روسی به سر داشت، بازوبندی با طرح دولت آلمان نازی بر بازو بسته بود و همراه با دیگر المان‌ها در پوشش به اجرا می‌پرداخت، در پس زمینه هم صحنه‌هایی از دردها و رنج‌های مردم به تصویر کشیده شده بود.
واکنش‌ها نسبت به این موزیک ویدئو آنقدر ادامه پیدا کرد که پس از یک هفته، خبر ممنوع‌الکار شدن این خواننده مطرح شد. مدیر روابط عمومی معاونت هنری وزارت فرهنگ و ارشاد گفت: «کلیپ منتشر شدهٔ «پاره سنگ» در فضای مجازی با کلیپی که دفتر موسیقی وزارت فرهنگ و ارشاد اسلامی مجوز داده، مغایرت دارد. همچنین بخشی از شعر منتشر شده در این کلیپ، با شعری که برای درخواست مجوز ارائه شده است ناهمگون می‌باشد؛ بنابراین کلیپ «پاره سنگ» آن چیزی نیست که دفتر موسیقی وزارت فرهنگ و ارشاد اسلامی به آن مجوز داده و غیرمجاز است».

## رودرو با معاون هنری وزیر ارشاد
سید مجتبی حسینی، معاون هنری وزیر ارشاد و مهدی یراحی در برنامهٔ رادیویی «تهران من» روی خط آمدند. مهدی یراحی دربارهٔ علت تفاوت کلیپ مجوز گرفته با آنچه که منتشر شده گفت: «زمان جنگ هم بسیاری از رزمندگانی که در جبهه‌ها حتی تبدیل به نمادهای مقاومت شدند، شناسنامه‌های خودشان را دستکاری می‌کردند و یک جورهایی سر پدر و مادرشان و حتی مسئولان گزینش جنگ کلاه می‌گذاشتند و به جبهه‌ها می‌رفتند. تا امروز قانون‌مند کار کرده‌ام اما یک جاهایی نداشتن جسارت در برخی مدیران باعث خودسانسوری می‌شود که در عرصه‌های مختلف چون سینما، کتاب و موسیقی، مردم را به سطح برده است. هنرمند کارش پرسش‌گری و ایجاد سؤال و رساندن حرف مردم به مسئولان و تلطیف فضای بین این دو است. اگر هنرمند بخواهد صدای مردمش نباشد و فقط بخواهد پول چاپ کند و عاشقانه بخواند تا راحت مجوز بگیرد، این‌که دیگر نامش هنر متعهد نیست! بیش از یک سال برای گرفتن مجوز «پاره سنگ» رفتیم و آمدیم. می‌گفتند مجوز نمی‌دهیم. با آقای عبدالجبار کاکایی که از مسئولان اصلی واحد شعر هستند صحبت کردم و گفتند ما به این شعر مجوز داده‌ایم. یکی دو کلمه بود که دوستان تأکید داشتند عوض شود، بقیهٔ شعر کامل مجوز دارد و در کتابخانهٔ ملی ثبت شده است. دوستان نظارت گفتند «چرا به ختم جنگ این همه درنگ خورد و یه نسل دیگه رفت جنگ برنگشت» فقط همین خط صلاح نیست. اینجا حس آن رزمنده به من دست داد که مجبور است شناسنامه اش را عوض کند، چون احساس خطر می‌کند. ما هیچ‌وقت از فضای بسته‌ای که نگذاریم کسی حرف بزند، جواب نمی‌گیریم و نگرفته‌ایم. ما باید اجازه بدهیم که هنرمندان کمک کنند و به جای سیاستمداران هنرمندان را وارد فضای فرهنگ کنیم. فضای فرهنگ با وجود هنرمندان مستقل جان می‌گیرد». یراحی افزود: «گفتند بازوبند حزب نازی را بسته‌اید و به شهداء توهین کرده‌اید! من یک کار ننگ بر جنگ و ضدجنگ درست کرده‌ام. چه کسی هست که بگوید من با جنگ موافقم؟ من اصلاً با او بحثی ندارم و خودم، خودم را ممنوع‌الفعالیت می‌کنم».

## ممنوعیت از کار
پنجشنبه ۶ دی ماه ۱۳۹۷ مهدی یراحی با پوشیدن لباس کارگران معترض شرکت ملی فولاد اهواز روی صحنهٔ کنسرت در این شهر از آن‌ها حمایت کرد و یک روز پس از آن در تاریخ جمعه ۷ دی ویدئو کلیپ پاره سنگ را در نقد به جنگ و عواقب آن منتشر کرد. به گزارش اعتماد آنلاین دو روز بعد یراحی برای توضیح در باب پوشیدن لباس کارگران فولاد در کنسرت اهواز به دفتر حراست احضار شد و چند روز بعد، به تاریخ چهارشنبه ۱۲ دی در تماسی از وزارت ارشاد با شرکت ناشر قطعه پاره سنگ، ممنوعیت از کار مهدی یراحی اعلام شد. روابط عمومی معاون هنری وزارت ارشاد در مصاحبه با رسانه‌ها کلیپ پاره‌سنگ را متفاوت با چیزی عنوان کرد که مجوز گرفته بود. مهدی یراحی سپس در گفتگو با معاون هنری وزارت ارشاد در این باره توضیح داد: «به دلیل عدم جسارت ناظرین دفتر موسیقی، مجبور شدم مثال رزمنده‌های جنگ که شناسنامه‌هایشان را دست کاری می‌کردند شیطنت کنم و شعر را عوض کنم. چرا که احساس خطر کردم. هر تصمیمی بگیرید پای کارم هستم». اخبار ۲۰:۳۰ صحبت‌های مهدی یراحی را تحریف و خبر عذرخواهی از جانب او پخش کرد که سه ساعت بعد با واکنش مهدی یراحی روبرو شد. او طی گفتگوی زنده اینستاگرامی با مخاطبان خود، خبرهای منتشر شده دربارهٔ عذرخواهی و اظهار ندامتش در خصوص انتشار کلیپ پاره‌سنگ را از اساس تکذیب کرد و با گلایه از صداوسیما و تحریف کنندگان مصاحبه اش گفت: «بابت کاری که کردم پشیمان نیستم و هیچ وقت عذرخواهی نکردم». او افزود: «من مسئولیت تغییرات انجام شده را پذیرفته‌ام و به هیچ وجه عذرخواهی نکردم و بابت کاری که فکر می‌کنم درست است و در واقع اندیشه ام است، هیچ وقت عذرخواهی نمی‌کنم و پای حرفم هم هستم».

## اتفاق ویژه
یک اتفاق مهم آهنگ «پاره سنگ» در اولین کنسرت مهدی یراحی بعد از شش ماه ممنوعیت رخ داد. بعد از پایان این کنسرت، مردم سالن را خالی نکردند و رو به صحنهٔ خالی ترانهٔ «پاره سنگ» را یک صدا فریاد زدند. نشریهٔ هندی ایندیا تودی در این‌باره نوشت: «مهدی یراحی خوانندهٔ ایرانی در فضای مجازی به خاطر آنچه «راه درست اعتراض بدون خشونت» عنوان گرفته، مورد تحسین زیادی واقع شده است. پاره سنگ آهنگ پرطرفدار او، ضد جنگ است. مقامات از او خواسته بودند شعر را عوض کند اما او قبول نکرد. در نتیجه در پایان کنسرت فقط آهنگ بدون کلام آن را پخش کردند و او از صحنه خارج شد و مردم شعر را بدون سانسور خواندند». رسانه‌های دیگری نیز با انتشار این کلیپ و واکنش‌های کاربران نوشتند: «وقتی خواننده مجوز اجرای آهنگ اعتراضی پرطرفدارش را پیدا نمی‌کند، مخاطبان ارسال این پیام را به عهده می‌گیرند و یک صدا شعر بدون سانسور را می‌خوانند».

## آهنگ برتر اعتراضی سال
شبکه رادیو ملی عمومی آمریکا «ان‌پی‌آر» که در پلتفرم‌های مختلف خود بیش از ۱۲۰ میلیون مخاطب در ماه دارد، در بخش بهترین آهنگ‌های سال ۲۰۱۹ فهرستی از ده آهنگ برتر دنیا که الهام بخش مقاومت و ایستادگی در میان مردم شدند را انتخاب و منتشر کرده است که در آن «پاره سنگ» اثر اعتراضی و ضدجنگ مهدی یراحی در رتبه دوم این فهرست قرار گرفته است. ان‌پی‌آر همخوانی آهنگ پاره سنگ توسط مردم با صحنهٔ خالی در کنسرت ۲۶ تیر تهران را حرکتی بسیار ژرف و خلاقانه در پاسخ به سانسور توصیف کرده است.

## متن
به تک‌تکِ شقیقه‌ها یه پاره‌سنگ خورد و

یه‌باره دستمون به ضامن تفنگ خورد و

مرگ برد و دوباره عقل مُرد و

تموم خاطراتمون گره به جنگ خورد و
طرح تخریبِ خونه‌های ما کلنگ خورد و

تا رسیدیم مدرسه همیشه زنگ خورد و

مرگ برد و دوباره عقل مُرد و

تموم خاطراتمون گره به جنگ خورد و
من نمی‌دونم چرا نمی‌تونم بفهمم اینو

چرا به ختم جنگ این همه درنگ خورد و

یه نسل دیگه رفت جنگ برنگشت

رفتو، رفتو، برنگشت
من آخرین شهید این قبیله‌م

قبیله‌ای که آب و نون ندارن

قبیله‌ای که خیلی از شهیدا

حتی یه تیکه استخون ندارن
به من، یک نفر بگه کجای کاریم

تقاص جنگو پای چی باید بذاریم

چرا هنوز زندگی نداریم
به من، یک نفر بگه کجا رسیدیم

چه جوریه که زنده موندیم و شهیدیم

یه خواب خوش عمریه ندیدیم
من نمی‌دونم چرا نمی‌تونم بفهمم اینو

چرا به ختم جنگ این همه درنگ خورد و

یه نسل دیگه رفت جنگ برنگشت

رفتو… رفتو… برنگشت